# Galeandra dives
Espèce
Classification phylogénétique
Galeandra dives est une espèce de plantes à fleurs de la famille des Orchidaceae (les orchidées) et du genre Galeandra originaire de Colombie, du Venezuela, du Surinam et de Guyane. Elle a été décrite pour la première fois par Heinrich Gustav Reichenbach (1823-1889).

## Synonyme
- Galeandra flaveola Rchb.f.